# Rueyres-Treyfayes
Rueyres-Treyfayes är en ort i kommunen Sâles i kantonen Fribourg, Schweiz. Rueyres-Treyfayes var tidigare en egen kommun, men den 1 januari 2001 inkorporerades Rueyres-Treyfayes i kommunen Sâles.